# Ordachel
Ordachel ist eine Insel im Inselstaat Palau im Pazifischen Ozean.

## Geographie
Die Insel im Gebiet der Rock Islands bildet zusammen mit den Inseln Ullemetamel und Itelblong die westliche Begrenzung des Kanals Toachel Mid zwischen Babeldaob und Koror. Nur schmale Kanäle trennen die Inseln jeweils voneinander. Die Küstenlinie ist durch Mangrovenbestand und die zerklüftete Struktur der ehemaligen Riffkrone geprägt. Die Insel ist die südlichste Insel im Kanal, nach Norden cchließt sich die Ngermeuangel Peninsula (Gomagang) von Koror an. Die Insel ist dicht bewaldet und unbewohnt.